# Neapolitani
Les Neapolitani   sont une tribu antique de Sardaigne.

## Histoire
Décrits par Ptolémée (III, 3), les Neapolitani habitaient au sud des Scapitani et des Siculensi et au nord des Solcitani et des Noritani. Leur capitale était Neapolis, située à environ 20 km au nord de l'actuelle Guspini.